# Côte-Nord

Côte-Nords läge i Québec.

Côte-Nord (franska för "nordkusten") är den näst största (235 742 km², 17 %) regionen i provinsen Québec i Kanada efter Nord-du-Québec. Den har 97 766 invånare (2001) varav hälften bor i de två största städerna Baie-Comeau och Sept-Îles.
De viktigaste näringarna i regionen är gruvdrift (främst järn), skogsbruk, aluminiumframställning och turism.
I Côte-Nord ligger Anticostiön i Saint-Lawrenceviken, Archipel-de-Mingans nationalpark och Manicouaganreservoaren med Daniel Johnson-dammen. Det finns flera naturreservat och naturskyddsområden.

## Administrativ indelning
Côte-Nord, som bildades först 1956, består av 25 primärkommuner. Dessa är samlade i sex sekundärkommuner (municipalités régionales de comté). Sju indianreservat ingår inte i sekundärkommunerna.

### Sekundärkommuner
- Caniapiscau
- La Haute-Côte-Nord
- Le Golfe-du-Saint-Laurent
- Manicouagan
- Minganie
- Sept-Rivières

### Indianreservat
- Ekuanitshit (Mingan)
- Essipit
- Lac-John
- Maliotenam
- Matimekosh
- Nutashkuan
- Pessamit
- Uashat
- Unamen Shipu (La Romaine)
- Kawawachikamach (naskapiterritorium)